# Uni-TV
Uni-TV (auch: Uni-Fernsehen, Campus-TV oder Studentenfernsehen)-Sender sind in der Regel Fernsehsender, die aus freiwilligen studentischen Initiativen hervorgehen. Ihr Budget beziehen die Sender aus verschiedenen Quellen. Meistens finanziert sie der Allgemeiner Studierendenausschuss der jeweiligen Bildungsanstalt.

## Hintergrund und Verbreitung
Das Programm wird bei den meisten Sendern über das Internet verbreitet. Bei ehemals größeren Sendern wie etwa UniTV Hamburg wurde es lange Zeit darüber hinaus auch über Offene Kanäle ausgestrahlt. Die Verbreitung kann aber auch wie im Falle von Campus TV der Universität Bayreuth im Regionalfernsehen oder wie das Uni-TV-Projekt der Friedrich-Alexander-Universität Erlangen-Nürnberg im Bildungskanal BR-alpha des Bayerischen Rundfunks erfolgen.
Bereits im Dezember 1996 startete die Universität des Saarlandes die erste regelmäßige Fernsehsendung einer Hochschule, die in einem ganzen Bundesland zu sehen war. Hintergrund war, dass die damalige saarländische Landesrundfunkanstalt als Lizenzbehörde den Privatsender Saar TV dazu verpflichtet hatte, verschiedene Fenster für Drittproduzenten zu unterhalten. Die Universität des Saarlandes nutzte diese Chance; mit der Chefredaktion von "UniTV" beauftragte das Präsidialamt der Universität die Hochschullehrer und Journalisten Hans Giessen und Wolfgang Bufe. 
In Nordrhein-Westfalen sind seit 2009 zahlreiche Fernsehlehrredaktionen an Universitäten und Hochschulen gegründet worden – meist gefördert von der Landesanstalt für Medien NRW. Das Programm wird über den landesweiten Fernsehlernsender nrwision ausgestrahlt und auch auf dessen Internetseite verbreitet.
In Baden-Württemberg wird der Kabelsender HD Campus TV durch Sendungen und Beiträge aus den Redaktionen der Universitäten betrieben und im Digitalkabelnetz von KabelBW als LFK-lizenziertes Spartenprogramm ausgestrahlt.
Meist richtet sich das Angebot an die Studierenden. Thematische Schwerpunkte sind Hochschulpolitik, das Leben in der Studierendengemeinschaft und Bildung.
Neben Hochschulzeitungen/Magazinen und Uni-Radiosendern stellen die Sender ein wichtiges Artikulationsorgan für die Studentenschaft dar. Durch die Erfolge von Internetportalen wie YouTube und MySpace entwickelt sich das Uni-Fernsehen in den letzten Jahren immer mehr zum Leitmedium für die Hochschulpolitik.
In den USA können Uni-Fernseh- und -Radio-Sender bereits auf eine längere Tradition zurückblicken. Während in Deutschland die Sender erst seit den 1990er Jahren auftauchen, gab es in Übersee bereits seit Mitte der 1970er Jahre die ersten Sender.

### Liste der visuellen Universitätsmedien (Fernsehen, Telemedien oder Webstream)
| Sendername                                 | Senderlogo | Bemerkung |
| ------------------------------------------ | ---------- | --- |
| Campus TV Bayreuth                         |            | Universität Bayreuth |
| Campus TV Universität Bielefeld            |            | Universität Bielefeld                                                                                                   |
| Campus TV Braunschweig                     |            | Technische Universität Braunschweig                                                                                     |
| Campus TV Bremen                           |            | Universität Bremen |
| Campus TV Lingen                           |            | Hochschule Osnabrück |
| Campus TV Mainz                            |            | Johannes Gutenberg-Universität Mainz                                                                                    |
| Campus TV Mannheim                         |            | Universität Mannheim |
| CampusTV                                   |            | Universität Siegen |
| floid                                      |            | Hochschule für Technik, Wirtschaft und Kultur Leipzig                                                                   |
| HD Campus TV                               |            | HDTV von Studierenden in Baden-Württemberg                                                                              |
| iSTUFF (Ilmenauer Studierendenfernsehfunk) |            | Technische Universität Ilmenau                                                                                          |
| t°fau television                           |            | Friedrich-Alexander-Universität Erlangen-Nürnberg                                                                       |
| UniTV bei Saar TV#UniTV                    |            | Universität des Saarlandes                                                                                              |
| Uni TV Aachen                              |            | RWTH Aachen |
| Uni TV Hamburg                             |            | Universität Hamburg |
| UTV Frankfurt                              |            | Goethe-Universität |
| uni.tv                                     |            | Albert-Ludwigs-Universität Freiburg                                                                                     |
| campus-TV                                  |            | studentisches Fernsehen an der Brandenburgischen Technischen Universität Cottbus-Senftenberg (Cottbus)                  |
| Unicam                                     |            | Das Studentenfernsehen der Universität Freiburg (Schweiz)                                                               |
| Univision                                  |            | Das Studentenfernsehen der Georg-August-Universität Göttingen                                                           |
| UTV Wien                                   |            | Universitätsfernsehen Wien                                                                                              |
| moritz.tv                                  |            | Studentenfernsehen der Universität Greifswald in der Programmrotation von Greifswald TV und als YouTube-Kanal moritz.tv |